# Mistrzostwa Azji i Oceanii do lat 18 w hokeju na lodzie mężczyzn 2023
1. Mistrzostwa Azji i Oceanii w Hokeju na Lodzie 2023 organizowane przez IIHF odbyły się w Mongolii. Miastem organizującym turniej było Ułan Bator. Zmagania zostały rozegrane w dniach 11–17 marca 2023 roku.

## Wyniki
| 11 marca 2023 | Zjednoczone Emiraty Arabskie | 6:2 | Tajlandia | Steppe Arena, Ułan Bator |

| Szczegóły      | Szczegóły | Szczegóły       | Szczegóły                                       | Szczegóły                                                                        |
| -------------- | --- | --------------- | ----------------------------------------------- | -------------------------------------------------------------------------------- |
| Godzina: 13:30 | A. Simonov (EQ) 15:20 A. Simonov (EQ) 18:56 A. Simonov (EQ) 25:37 T. Topic (EQ) 25:58 A. Simonov (EQ) 38:26 A. Simonov (EQ) 58:53 | (2:0, 3:0, 1:2) | 54:05 (EQ) N. Phannarai 59:54 (EQ) B. Tananchai | Widzów: 646 Sędzia główny: Feng Lei Sędziowie liniowi: Jien Yang Chua Lim Junseo |
| Godzina: 13:30 | 16 min. kar |                 | 6 min. kar                                      | Widzów: 646 Sędzia główny: Feng Lei Sędziowie liniowi: Jien Yang Chua Lim Junseo |

| 11 marca 2023 | Uzbekistan | 5:0 | Turkmenistan | Steppe Arena, Ułan Bator |

| Szczegóły      | Szczegóły | Szczegóły       | Szczegóły   | Szczegóły                                                                                              |
| -------------- | --- | --------------- | ----------- | --- |
| Godzina: 17:00 | J. Rustamchonow (EQ) 09:25 J. Rustamchonow (EQ) 10:44 A. Dadachodjajew (EQ) 39:48 A. Dadachodjajew (PP) 46:19 A. Abduwosikow (EQ) 54:53 | (2:0, 1:0, 2:0) |             | Widzów: 664 Sędzia główny: Mohamad Faris Hakimin Yusoff Sędziowie liniowi: Park Junsoo Mergen Temuujin |
| Godzina: 17:00 | 41 min. kar |                 | 41 min. kar | Widzów: 664 Sędzia główny: Mohamad Faris Hakimin Yusoff Sędziowie liniowi: Park Junsoo Mergen Temuujin |

| 11 marca 2023 | Mongolia | 5:0 | Iran | Steppe Arena, Ułan Bator |

| Szczegóły      | Szczegóły | Szczegóły       | Szczegóły  | Szczegóły                                                                           |
| -------------- | --- | --------------- | ---------- | ----------------------------------------------------------------------------------- |
| Godzina: 20:30 | T. Undarmaa (EQ) 18:32 C. Mishigsuren (EQ) 26:17 L. Davaanyam (SH) 32:57 A. Erdenebat (SH) 37:30 C. Mishigsuren (EQ) 53:37 | (1:0, 3:0, 1:0) |            | Widzów: 1247 Sędzia główny: Liu Ren Sędziowie liniowi: Dawid Prokofjew Heru Wardana |
| Godzina: 20:30 | 12 min. kar |                 | 4 min. kar | Widzów: 1247 Sędzia główny: Liu Ren Sędziowie liniowi: Dawid Prokofjew Heru Wardana |

| 12 marca 2023 | Tajlandia | 3:4 | Turkmenistan | Steppe Arena, Ułan Bator |

| Szczegóły      | Szczegóły                                                             | Szczegóły       | Szczegóły                                                                                 | Szczegóły                                                                                |
| -------------- | --------------------------------------------------------------------- | --------------- | ----------------------------------------------------------------------------------------- | ---------------------------------------------------------------------------------------- |
| Godzina: 13:30 | N. Phannarai (EQ) 19:39 N. Phannarai (EQ) 37:42 N. Saentes (PP) 39:47 | (1:1, 2:3, 0:0) | 10:54 (EQ) R. Aszyrow 23:17 (SH) S. Durdyjew 34:11 (EQ) S. Durdyjew 39:28 (PP) R. Aszyrow | Widzów: 185 Sędzia główny: Li Ho Ching Sędziowie liniowi: Jien Yang Chua Mergen Temuujin |
| Godzina: 13:30 | 8 min. kar                                                            |                 | 10 min. kar                                                                               | Widzów: 185 Sędzia główny: Li Ho Ching Sędziowie liniowi: Jien Yang Chua Mergen Temuujin |

| 12 marca 2023 | Iran | 1:14 | Uzbekistan | Steppe Arena, Ułan Bator |

| Szczegóły      | Szczegóły            | Szczegóły       | Szczegóły | Szczegóły                                                                      |
| -------------- | -------------------- | --------------- | --- | ------------------------------------------------------------------------------ |
| Godzina: 17:00 | A. Eslami (EQ) 54:12 | (0:6, 0:4, 1:4) | 11:47 (EQ) A. Dadachodjajew 12:33 (EQ) S. Rawszanow 12:45 (EQ) J. Rustamchonow 14:34 (PP) M. Ganiew 15:20 (SH) J. Rustamchonow 17:38 (EQ) J. Rustamchonow 24:43 (EQ) A. Dadachodjajew 28:19 (EQ) L. Petrosjan 36:15 (EQ) T. Bagautdinow 39:06 (EQ) S.-A. Rachmatullajew 43:18 (EQ) J. Rustamchonow 55:55 (PP) A. Dadachodjajew 58:13 (EQ) D. Raszidow 58:38 (EQ) L. Petrosjan | Widzów: 401 Sędzia główny: Feng Lei Sędziowie liniowi: Lim Junseo Heru Wardana |
| Godzina: 17:00 | 12 min. kar          |                 | 6 min. kar | Widzów: 401 Sędzia główny: Feng Lei Sędziowie liniowi: Lim Junseo Heru Wardana |

| 12 marca 2023 | Mongolia | 10:2 | Zjednoczone Emiraty Arabskie | Steppe Arena, Ułan Bator |

| Szczegóły      | Szczegóły | Szczegóły       | Szczegóły                                   | Szczegóły                                                                                              |
| -------------- | --- | --------------- | ------------------------------------------- | --- |
| Godzina: 20:30 | L. Davaanyam (EQ) 00:41 M. Bayarsaikhan (EQ) 13:40 C. Mishigsuren (EQ) 29:45 B. Boldbaatar (EQ) 32:25 B. Boldbaatar (EQ) 32:38 D. Batsaikhan (PP) 35:28 A. Erdenebat (EQ) 36:33 B. Boldbaatar (EQ) 41:06 B. Boldbaatar (EQ) 41:21 B. Boldbaatar (EQ) 57:47 | (2:1, 5:0, 3:1) | 15:22 (EQ) A. Simonov 54:48 (SH) E. Depolla | Widzów: 746 Sędzia główny: Mohamad Faris Hakimin Yusoff Sędziowie liniowi: Park Junsoo Dawid Prokofjew |
| Godzina: 20:30 | 10 min. kar |                 | 10 min. kar                                 | Widzów: 746 Sędzia główny: Mohamad Faris Hakimin Yusoff Sędziowie liniowi: Park Junsoo Dawid Prokofjew |

| 14 marca 2023 | Tajlandia | 8:0 | Iran | Steppe Arena, Ułan Bator |

| Szczegóły      | Szczegóły | Szczegóły       | Szczegóły   | Szczegóły                                                                            |
| -------------- | --- | --------------- | ----------- | ------------------------------------------------------------------------------------ |
| Godzina: 13:30 | N. Phannarai (EQ) 14:50 N. Phannarai (EQ) 20:58 N. Saentes (PP) 30:04 T. Karnboon (PP) 35:04 S. Roungwarunwattana (EQ) 40:40 S. Roungwarunwattana (EQ) 53:43 P. Sriprajittichai (EQ) 57:02 S. Vararatsamentikul (EQ) 58:20 | (1:0, 3:0, 4:0) |             | Widzów: 650 Sędzia główny: Li Ho Ching Sędziowie liniowi: Lim Junseo Mergen Temuujin |
| Godzina: 13:30 | 8 min. kar |                 | 20 min. kar | Widzów: 650 Sędzia główny: Li Ho Ching Sędziowie liniowi: Lim Junseo Mergen Temuujin |

| 14 marca 2023 | Zjednoczone Emiraty Arabskie | 2:7 | Turkmenistan | Steppe Arena, Ułan Bator |

| Szczegóły      | Szczegóły                                      | Szczegóły       | Szczegóły | Szczegóły                                                                                                 |
| -------------- | ---------------------------------------------- | --------------- | --- | --- |
| Godzina: 17:00 | M. Al Qubaisi (EQ) 22:53 A. Simonov (PP) 47:39 | (0:2, 1:1, 1:4) | 00:30 (EQ) A. Aliskerow 12:02 (EQ) M. Arhipow 29:34 (EQ) M. Arhipow 57:09 (PP) R. Aszyrow 58:06 (EQ/ENG) E. Isajew 58:16 (EQ) R. Aszyrow 58:43 (PP/ENG) N. Żełtiakow | Widzów: 554 Sędzia główny: Mohamad Faris Hakimin Yusoff Sędziowie liniowi: Jien Yang Chua Dawid Prokofjew |
| Godzina: 17:00 | 29 min. kar                                    |                 | 10 min. kar | Widzów: 554 Sędzia główny: Mohamad Faris Hakimin Yusoff Sędziowie liniowi: Jien Yang Chua Dawid Prokofjew |

| 14 marca 2023 | Mongolia | 4:7 | Uzbekistan | Steppe Arena, Ułan Bator |

| Szczegóły      | Szczegóły                                                                                              | Szczegóły       | Szczegóły | Szczegóły                                                                       |
| -------------- | --- | --------------- | --- | ------------------------------------------------------------------------------- |
| Godzina: 20:30 | L. Davaanyam (EQ) 11:59 C. Mishigsuren (EQ) 12:42 M. Bayarsaikhan (EQ) 24:48 C. Mishigsuren (EQ) 29:45 | (2:1, 2:3, 0:3) | 10:10 (EQ) J. Rustamchonow 22:05 (EQ) C. Rachimow 26:06 (EQ) A. Abduwosikow 30:23 (EQ) T. Bagautdinow 43:58 (EQ) J. Rustamchonow 51:29 (EQ) J. Rustamchonow 52:52 (EQ) L. Petrosjan | Widzów: 2213 Sędzia główny: Liu Ren Sędziowie liniowi: Park Junsoo Heru Wardana |
| Godzina: 20:30 | 2 min. kar                                                                                             |                 | 4 min. kar | Widzów: 2213 Sędzia główny: Liu Ren Sędziowie liniowi: Park Junsoo Heru Wardana |

| 15 marca 2023 | Iran | 2:7 | Zjednoczone Emiraty Arabskie | Steppe Arena, Ułan Bator |

| Szczegóły      | Szczegóły                                    | Szczegóły       | Szczegóły | Szczegóły                                                                          |
| -------------- | -------------------------------------------- | --------------- | --- | ---------------------------------------------------------------------------------- |
| Godzina: 13:30 | E. Hamzeh (EQ) 26:21 M. Abdollahi (EQ) 58:55 | (0:0, 1:5, 1:2) | 23:02 (EQ) L. Nadelwais 24:48 (EQ) M. Al Qubaisi 28:40 (EQ) A. Simonov 33:55 (PP) T. Topic 35:48 (EQ) L. Nadelwais 46:17 (EQ) L. Nadelwais 50:49 (EQ) L. Nadelwais | Widzów: 348 Sędzia główny: Liu Ren Sędziowie liniowi: Dawid Prokofjew Heru Wardana |
| Godzina: 13:30 | 4 min. kar                                   |                 | 6 min. kar | Widzów: 348 Sędzia główny: Liu Ren Sędziowie liniowi: Dawid Prokofjew Heru Wardana |

| 15 marca 2023 | Uzbekistan | 10:2 | Tajlandia | Steppe Arena, Ułan Bator |

| Szczegóły      | Szczegóły | Szczegóły       | Szczegóły                                             | Szczegóły                                                                             |
| -------------- | --- | --------------- | ----------------------------------------------------- | ------------------------------------------------------------------------------------- |
| Godzina: 17:00 | J. Rustamchonow (EQ) 03:23 L. Petrosjan (PP) 17:10 M. Bochodirow (EQ) 21:34 T. Bagautdinow (SH) 25:36 T. Bagautdinow (SH) 25:49 S.-A. Rachmatullajew (EQ) 28:21 J. Rustamchonow (SH) 30:51 J. Rustamchonow (PP) 44:38 J. Rustamchonow (PP) 54:14 M. Ganiew (SH) 59:32 | (2:0, 5:1, 3:1) | 23:02 (EQ) N. Saentes 52:28 (EQ) S. Roungwarunwattana | Widzów: 435 Sędzia główny: Li Ho Ching Sędziowie liniowi: Park Junsoo Mergen Temuujin |
| Godzina: 17:00 | 18 min. kar |                 | 16 min. kar                                           | Widzów: 435 Sędzia główny: Li Ho Ching Sędziowie liniowi: Park Junsoo Mergen Temuujin |

| 15 marca 2023 | Turkmenistan | 6:4 | Mongolia | Steppe Arena, Ułan Bator |

| Szczegóły      | Szczegóły | Szczegóły       | Szczegóły                                                                                           | Szczegóły                                                                        |
| -------------- | --- | --------------- | --------------------------------------------------------------------------------------------------- | -------------------------------------------------------------------------------- |
| Godzina: 20:30 | M. Arhipow (EQ) 19:18 N. Orazow (PP2) 19:41 A. Muhyjew (PP) 25:17 M. Arhipow (PP) 41:13 A. Muhyjew (EQ) 42:10 S. Durdyjew (EQ/ENG) 59:28 | (2:0, 1:3, 3:1) | 23:19 (EQ) T. Undarmaa 24:51 (EQ) M. Bayarsaikhan 35:08 (EQ) C. Mishigsuren 51:59 (EQ) A. Erdenebat | Widzów: 810 Sędzia główny: Feng Lei Sędziowie liniowi: Jien Yang Chua Lim Junseo |
| Godzina: 20:30 | 8 min. kar |                 | 14 min. kar                                                                                         | Widzów: 810 Sędzia główny: Feng Lei Sędziowie liniowi: Jien Yang Chua Lim Junseo |

| 17 marca 2023 | Turkmenistan | 14:1 | Iran | Steppe Arena, Ułan Bator |

| Szczegóły      | Szczegóły | Szczegóły       | Szczegóły            | Szczegóły                                                                                                  |
| -------------- | --- | --------------- | -------------------- | --- |
| Godzina: 13:30 | A. Muhyjew (EQ) 00:30 R. Aszyrow (EQ) 01:37 N. Orazow (EQ) 02:18 M. Arhipow (EQ) 08:19 M. Arhipow (PP) 11:13 A. Aliskerow (EQ) 11:43 R. Aszyrow (EQ) 13:51 A. Muhyjew (PP) 17:35 J. Atdajew (EQ) 27:06 N. Orazow (PP) 36:29 E. Baszimow (PP2) 43:24 A. Guwanjow (PP) 50:17 S. Durdyjew (EQ) 52:01 N. Orazow (PP) 58:55 | (8:0, 2:1, 4:0) | 25:17 (SH) E. Hamzeh | Widzów: 254 Sędzia główny: Mohamad Faris Hakimin Yusoff Sędziowie liniowi: Dawid Prokofjew Mergen Temuujin |
| Godzina: 13:30 | 30 min. kar |                 | 48 min. kar          | Widzów: 254 Sędzia główny: Mohamad Faris Hakimin Yusoff Sędziowie liniowi: Dawid Prokofjew Mergen Temuujin |

| 17 marca 2023 | Zjednoczone Emiraty Arabskie | 1:8 | Uzbekistan | Steppe Arena, Ułan Bator |

| Szczegóły      | Szczegóły             | Szczegóły       | Szczegóły | Szczegóły                                                                          |
| -------------- | --------------------- | --------------- | --- | ---------------------------------------------------------------------------------- |
| Godzina: 17:00 | A. Simonov (EQ) 57:01 | (0:3, 0:4, 1:1) | 03:15 (EQ) A. Dadachodjajew 12:56 (EQ) A. Dadachodjajew 19:50 (EQ) A. Dadachodjajew 20:55 (EQ) A. Abduwosikow 21:14 (EQ) I. Popow 26:08 (EQ) J. Rustamchonow 37:26 (EQ) T. Kamałow 41:29 (EQ) S.-A. Rachmatullajew | Widzów: 601 Sędzia główny: Feng Lei Sędziowie liniowi: Jien Yang Chua Heru Wardana |
| Godzina: 17:00 | 8 min. kar            |                 | 6 min. kar | Widzów: 601 Sędzia główny: Feng Lei Sędziowie liniowi: Jien Yang Chua Heru Wardana |

| 17 marca 2023 | Tajlandia | 4:6 | Mongolia | Steppe Arena, Ułan Bator |

| Szczegóły      | Szczegóły                                                                                          | Szczegóły       | Szczegóły | Szczegóły                                                                     |
| -------------- | -------------------------------------------------------------------------------------------------- | --------------- | --- | ----------------------------------------------------------------------------- |
| Godzina: 20:30 | N. Saentes (EQ) 08:52 S. Vararatsamentikul (EQ) 24:28 C. Ardharn (EQ) 29:41 T. Karnboon (PP) 32:21 | (1:1, 3:1, 0:4) | 18:09 (EQ) B. Boldbaatar 39:42 (PP) T. Undarmaa 40:56 (EQ) C. Mishigsuren 49:33 (EQ) A.-E. Shinetsetseg 55:36 (EQ) C. Mishigsuren 59:59 (EQ/ENG) C. Mishigsuren | Widzów: 3597 Sędzia główny: Liu Ren Sędziowie liniowi: Lim Junseo Park Junsoo |
| Godzina: 20:30 | 6 min. kar                                                                                         |                 | 8 min. kar | Widzów: 3597 Sędzia główny: Liu Ren Sędziowie liniowi: Lim Junseo Park Junsoo |

## Tabela
| Lp. | Zespół                       | M | Pkt | Z | Zd | Pd | P | G+ | G- | +/− |
| --- | ---------------------------- | - | --- | - | -- | -- | - | -- | -- | --- |
| 1   | Uzbekistan                   | 5 | 15  | 5 | 0  | 0  | 0 | 44 | 8  | +36 |
| 2   | Turkmenistan                 | 5 | 12  | 4 | 0  | 0  | 1 | 31 | 15 | +16 |
| 3   | Mongolia                     | 5 | 9   | 3 | 0  | 0  | 2 | 29 | 19 | +10 |
| 4   | Zjednoczone Emiraty Arabskie | 5 | 6   | 2 | 0  | 0  | 3 | 18 | 29 | -11 |
| 5   | Tajlandia                    | 5 | 3   | 1 | 0  | 0  | 4 | 19 | 26 | -7  |
| 6   | Iran                         | 5 | 0   | 0 | 0  | 0  | 5 | 4  | 48 | -44 |

## Statystyki indywidualne
- Klasyfikacja strzelców:  Jasurbek Rustamchonow: 14 goli[1]
- Klasyfikacja asystentów:  Jasurbek Rustamchonow: 12 asyst[2]
- Klasyfikacja kanadyjska:  Jasurbek Rustamchonow: 26 punktów[3]
- Klasyfikacja kanadyjska obrońców:  Temur Bagautdinow: 9 punktów[4]
- Klasyfikacja +/−:  Jasurbek Rustamchonow: +28[5]
- Klasyfikacja skuteczności interwencji bramkarzy:  Rustam Irgaszew: 93,06%[6]
- Klasyfikacja średniej goli straconych na mecz bramkarzy:  Rustam Irgaszew: 1,46[6]
- Klasyfikacja minut kar:  Alikhan Bassayev: 31 minut[7]

## Wyróżnienia indywidualne
- Najlepsi zawodnicy wybrani przez dyrektoriat turnieju:[8]
  - Najlepszy bramkarz:  Alexander Kerr
  - Najlepszy obrońca:  Ariunbileg Erdenebat
  - Najlepszy napastnik:  Jasurbek Rustamchonow

## Klasyfikacja końcowa
| Msc. | Reprezentacja                |
| ---- | ---------------------------- |
|      | Uzbekistan                   |
|      | Turkmenistan                 |
|      | Mongolia                     |
| 4    | Zjednoczone Emiraty Arabskie |
| 5    | Tajlandia                    |
| 6    | Iran                         |